# Дмоховский, Генрих
Генрих Михайлович Дмоховский (пол. Henryk Dmochowski; 26 октября 1810 — 26 мая 1863) — польский скульптор, участник польских восстаний в ноябре 1830 и январе 1863 годов.

## Биография
В 1825—1828 годах изучал право в Виленском университете. Брал частные уроки скульптуры.
Принимал участие в польском восстании 1830—1831 годов. После его поражения эмигрировал во Францию.
В 1833—1834 предпринял неудачную попытку вместе с Юзефом Заливским организовать восстание на территории Галиции (Австрийская империя) и Царства Польского (на территории Беларуси в районе Витебска, затем на Полесье и Волыни (Российская империя).
В 1834 был арестован, осужден и до 1841 находился в заключении в австрийской крепости Куфтайн, где начал заниматься скульптурой. Будучи в тюрьме, он из хлебного мякиша лепил фигурки тех, кто сидел с ним камере. Эти фигурки каким-то образом были переправлены в Англию и демонстрировались на выставке.
После освобождения, выехал во Францию, где поступил на учёбу в Парижскую Школу изящных искусств (École des Beaux-Arts). Учился под руководством Давида д’Анже и Франсуа Рюда, вместе с которым в 1846—1847 работал над созданием саркофага Наполеона I.
В 1846 вновь прибыл на территорию Австрийской империи, где участвовал в уличных боях во Львове.
В 1848—1849 в Польше, выполнил нереализованную модель памятника погибшим повстанцам 1848 года в виде заостренной арки, составленной из острых кос, которую Ц. К. Норвид приветствовал как начало польского национального искусства.
В 1852 отплыл в Соединенные Штаты. Под псевдонимом Генри Сандерс в США открыл школу скульптуры, собственную мастерскую, в которой создал портретные медальоны и бюсты Джорджа Вашингтона, Бенджамина Франклина, Томаса Джефферсона (все в 1853-54), которые и сегодня украшают Капитолий (Вашингтон).
К наиболее удачным работам скульптора относятся бюсты Тадеуша Костюшко (1856) и К. Пулавского (1858) — оба произведения закуплены Конгрессом США.
Своими скульптурами воздал почести знаменитым руководителям восстаний в Европе — Гарибальди и Лайошу Кошуту.
Кроме того, публиковал публицистические работы и статьи на тему текущей политики.

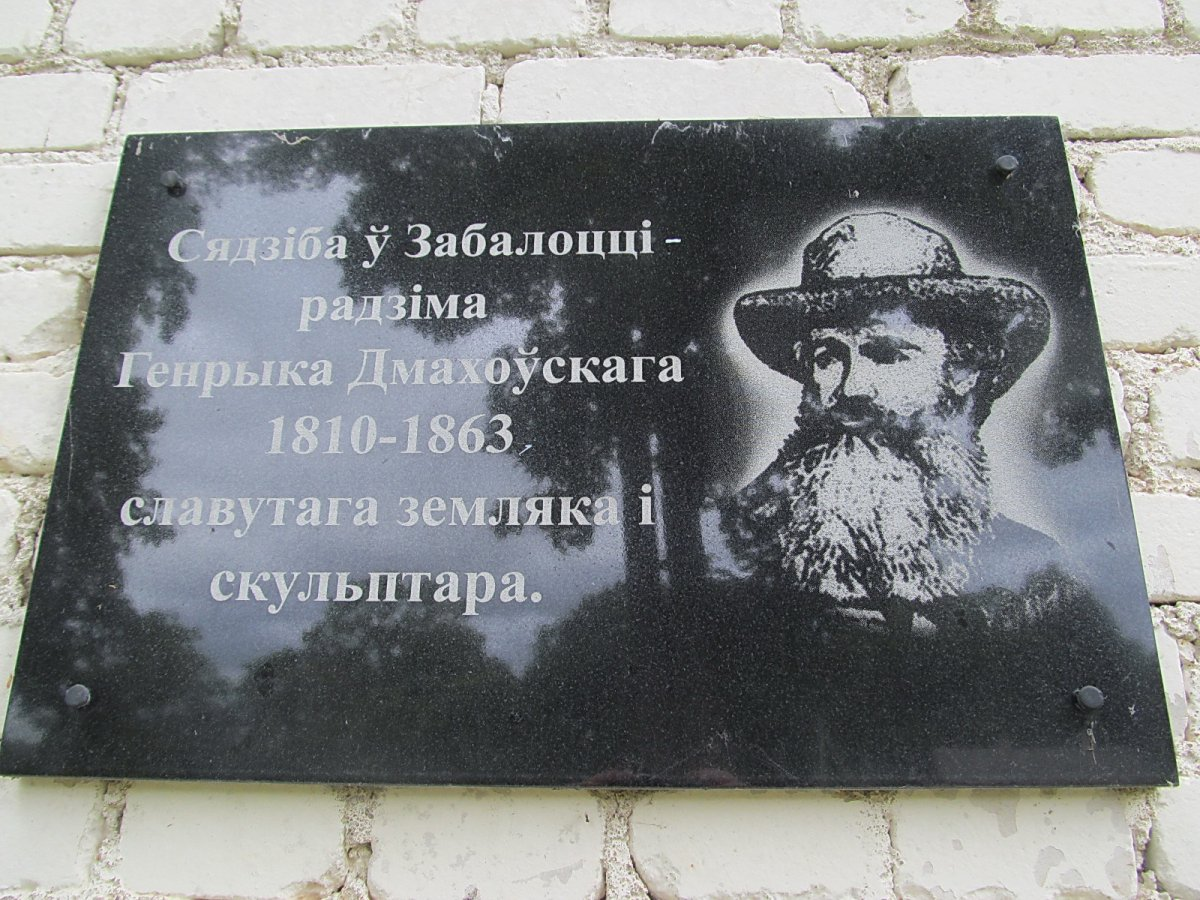
Мемориальная доска Дмоховскому Генриху на здании библиотеки, на месте, где стоял усадебный дом Дмоховских, в Заболотье Миорского района

После смерти императора Николая I и последовавшей амнистией, решил вернуться на родину. В 1861 приехал из Америки и поселился в Вильно, где работал скульптором. Здесь создал намогильный памятник Барбары Радзивилл, фигуры святого Владислава для виленского кафедрального собора, памятник Владиславу Сыракомле. Состоял членом Виленской археологической комиссии.
Как бывший политически неблагонадежный, находился под постоянным надзором полиции.
В марте 1863 на территории нынешней Белоруссии началось польское национальное восстание, в котором Дмоховский принял активное участие. Он стал одним из руководителей восстания Кастуся Калиновского. Был избран комиссаром Народного правительства.
14 (26) мая 1863 года в одном из первых боёв с российскими войсками Дмоховский погиб у деревни Поречье Дисненского повета (ныне Лужковский сельсовет, Шарковщинский район, Витебская область, Белоруссия). «Дмоховский восемью выстрелами прошитый — упал, старый, на руки молодёжи»,— написал об этом в письме один из участников восстания.